# Francs
|  | No s'ha de confondre amb Franc. |

Els francs eren un dels pobles germànics de la part occidental d'Europa. Després de diverses aliances amb l'Imperi Romà, van establir-se en l'actual França i en una regió d'Alemanya, i foren el germen d'aquests dos països. El poble franc es va estendre en diversos regnes medievals des del sud dels Pirineus.

## Orígens
Els francs eren seminòmades i van sorgir com a poble diferenciat des dels començaments de l'era cristiana. Van sorgir de la unió d'altres pobles germànics que vivien al voltant del Rin, en perpètua rivalitat amb el poble dels alamans, als quals van vèncer definitivament en la batalla de Tolbiac. El seu nom ve de lliure, ja que no estaven sotmesos als saxons ni a l'Imperi romà com molts dels seus veïns. Els carolingis van emprar el terme França per designar dues regions, la poblada originàriament pels francs, França del Rhin (Rheinfranken) o Lotaríngia, i la colonitzada per aquests, França del Main, o Francònia (Mainfranken).
Tanmateix, a l'edat mitjana s'estengué la teoria que eren descendents dels troians, que perdurà fins al punt que el 1714, quan l'historiador Nicolas Fréret va defensar el seu origen veritable va ser empresonat a la Bastilla per atemptar contra la dignitat de la monarquia francesa.
La gènesi dels francs fou a la segona meitat del segle segon, durant les anomenades Guerres Marcomanes, el poble germànic dels saxons va travessar l'Elba, i va sotmetre altres pobles i tribus que va trobar al seu pas. Alguns pobles, per evitar sotmetre's als saxons, es van confederar a la tribu dels sicambris, creant una lliga de la qual van formar part els camavis, cats, marzs o marsis, els gamvrivians, els usipets, els tubants o tuvants, els aturis o attuaris, els dulgubnis, els brúcters, els ampsivaris, els tencters o tencteris, i d'altres. Aquesta confederació va estendre el seu poder inicialment a la zona entre els rius Lippe (al sud), el Rin i el Ijseel (a l'oest) i l'Ems (a l'est) i més tard a tota la riba dreta del Rin fins a l'altura de Magúncia.
En la tradició germànica, el mode de successió dels reis al tron, la tanisteria (nom celta que designa la successió pel petit i no pel fill), és entre germans, del més gran al més petit, després als oncles i nebots, però des del regnat de Clodoveu I, la llei sàlica imposa la divisió del regne entre els fills del rei. A diferència del mode de successió per primogenitura que regeix la successió al tron de pare a fill gran, com sota la dinastia dels Capets, el regne es divideix entre tants fills com tingui el rei, de manera que cadascú pugui regnar. La divisió del Regne Franc engendra diferents estats separats, permetent a cada príncep exercir la totalitat de la reialesa en el subregne assignat, en lloc de dividir l'exercici del poder amb els altres prínceps sobre el conjunt del territori.
El 240, van combatre per primera vegada contra els romans usant la denominació de francs, derivada probablement de l'antic germànic Frank, que volia dir alguna cosa similar a 'lliure' o 'indomable', i que els romans van traduir com Ferox. Notícia d'aquests combats la facilita Flavi Vopisc en el seu llibre Vita Aureli, en el qual narra com sent Lluci Domici Aurelià tribú d'una de les legions de la frontera germànica, els francs van envair el territori de Magúncia, però Aurelià els va derrotar i els va obligar a retirar-se a les seves posicions inicials.
Les tribus integrants de la confederació gaudien de total autonomia i podien separar-se quan així ho desitgessin. Mentre romanien en la lliga, conservaven els seus caps, costums i tradicions, poc conegudes. Cal dir que els francs avançaven en grups nombrosos, formant segurament una tribu, comprenent homes, dones i nens, amb carros i animals. En el seu lloc d'origen, vivien de la terra, però en les seves incursions en terreny aliè vivien del botí obtingut. Al segle iii, van estendre el seu domini fins a la Bretanya i fins i tot van saquejar Tàrraco el 260, que va iniciar un llarg període de decadència i despoblament. A més, van sovintejar les incursions cap a províncies i fortificacions romanes. Llavors, van començar les petites lluites entre els romans i els francs. Les incursions franques sobre el Rin es van fer tan freqüents que els romans van començar a establir-los a les seves fronteres per tal de controlar-los.

## Els francs com a federats de l'imperi
Aquestes incursions van exigir l'atenció dels emperadors romans, que van llançar diverses campanyes reeixides contra els francs. El 289 Gennobaudes es va rendir a Maximià, el 292, Constanci I Clor va derrotar els francs que s'havien assentat a la desembocadura del Rin, traslladant-los a la propera regió de Toxandria, i en 307 els brúcters van ser derrotats per Constantí I el Gran. Els romans capturaven molts francs durant les campanyes i els establien a terra romana com laeti, donant-los terres a canvi del servei militar. A mitjans del segle IV, tribus franques senceres s'estaven establint a terra romana com a federats reforçant l'exèrcit romà i defensant la frontera contra les incursions bàrbares, com els salis, que es van assentar a la Gàl·lia Belga en 358 o el ripuaris, que es van establir al Rin al voltant de la Colònia Agripina en 435 o 436.

Els imperis romà i hun en 450

L'emperador Julià l'Apòstata va decidir posar fi a aquests enfrontaments que desgastaven molt l'exèrcit romà i va signar una aliança amb els francs. Malgrat els intents d'harmonització teològica i dogmàtica per definir una ortodòxia, l'Imperi es trobava en aquesta època travessat per debats cristològics que oposaven el cristianisme de Nicea al cristianisme arrià i van persistir al llarg del segle V. Els francs, tot i haver-se establert com federats amb l'Imperi Romà, des que Flavi Honori els va autoritzar a viure dins de l'imperi en 410 i una part dels francs s'hi va acollir, proveint de tropes a l'exèrcit romà, però es van mantenir pagans a diferència de pobles més romanitzats com els borgonyons, els ostrogots, els vàndals o els visigots que van adoptar en gran part el cristianisme arrià acacià del bisbe Úlfila.

## El Regne franc

Cronologia de l'expansió del Regne dels francs

Clodoveu I, fill de Khilderic I i net de Meroveu, tots reis dels francs, fou escollit rei dels francs, el primer que presentava una certa unificació de les tribus, i engrandí substancialment els dominis mitjançant l'ús de l'estratègia militar i un ferri control intern (executant ràpidament qualsevol que s'oposés al seu poder). Durant el seu regnat els francs s'estendrien cap al sud dominant Nèustria, Aquitània i la Gascunya fixant la frontera sud amb el Regne visigòtic de Toledo, amb el que mantingué durant dècades disputes sobre el territori gascó i fou derrotat en la batalla de Vouillé el 507; A l'oest s'establí la frontera amb el Regne de Borgonya, finalment col·lapsat al segle vi i incorporat sota domini franc. I al nord amb els territoris de turingis, frisons, saxons, alamans i eslaus. Amb Clodoveu s'afermà la dinastia merovíngia que pervisqué fins a l'adveniment de la dinastia carolíngia quan es deposà el darrer dels “reis mandrosos”. També fou en època de Clodoveu quan els francs es convertiren al catolicisme. Això va suposar la creació del Regne franc, a l'anomenada Gàl·lia, a mitjans del segle iv. Amb la derrota dels visigots del Regne de Tolosa en la batalla de Vouillé el 507, ocuparen gran part dels territoris del que seria en un futur França.
A la mort de Clodoveu el Regne Franc engendrà diferents estats separats, repartits entre els quatre fills mascles. A Teodoric li correspongué la regió dels ripuaris, la vall del Mosel·la, la futura Xampanya, les terres dels francs a la riba dreta del Rin i el dels alamans, en el territori que esdevindria la futura Austràsia i va establir les capitals del regne a Reims i a Metz. Els seus tres germanastres, fills de Clodoveu i Clotilde de Burgúndia, fundaren els seus respectius regnes amb capitals a París (Khildebert I), amb les terres que s'estenien cap al nord fins al riu Somme, i a l'oest fins al canal de la Mànega i la península d'Armòrica (actual Bretanya); Orleans (Clodomir I) amb la vall del Loira amb Tours, Poitiers; i Soissons (Clotari I), amb Nèustria, el sud d'Aquitània i la part baixa del curs del riu Mosa. Els quatre van establir les seves respectives capitals a la regió del Sena, a poca distància l'una de l'altra, cosa que va ajudar a mantenir la unitat del regne.
En la batalla de Vézeronce, Godomar III de Burgúndia va vèncer els francs, i el rei Clodomir va morir en combat i el seu cap fou empalat a la punta d'una llança, però els germans de Clodomir, Khildebert I i Clotari I, encara que privats del suport de Teodoric I d'Austràsia, van marxar junts contra Burgúndia. Després d'un any de setge, els dos germans van acabar per conquerir Autun el 532. Després de la mort de Teodoric el 533, al qual va succeir el seu fill Teodobert I, els francs van iniciar la darrera part de la campanya, i van dominar tota Burgúndia, que fou repartida entre els reis francs el 534. La dinastia merovíngia que pervisqué fins a l'adveniment de la dinastia carolíngia
El regne es mantenia sota un ordre militar estricte. L'ús d'armes avançades per a l'època, com destrals tallants o unes llances que permetien immobilitzar l'enemic per atacar amb l'espasa, els van donar fama de grans guerrers. Dins del seu territori, els soldats exercien un gran poder, i les rivalitats entre ells sovint van dificultar força el comerç.
Derrotats els musulmans definitivament a la batalla de Tours el 732, els francs emprengueren la conquesta de les terres musulmanes anteriorment integrants del Regne dels Visigots. El primer territori conquerit fou la Septimània: després d'una campanya del mateix Carles Martell el 737 que conclogué amb la victòria a la batalla del Berra, el seu fill Pipí el Breu s'hi dirigí el mateix any de la seva coronació, el 752, i la conquesta finí el 759 amb el setge de Narbona. Amb tota probabilitat, aquesta conquesta s'estengué fins a l'Albera, on s'aturà el domini franc. Durant aquest període, nombrosos hispans del sud dels Pirineus es refugiaren a la Septimània tot fugint del domini islàmic. S'establiren en viles i col·laboraren amb els francs en la conquesta del que consideraven com a antigues terres pairals, i els caps de família dels seus dirigents esdevengueren comtes amb el pas de les generacions.
Carlemany va reprendre la campanya d'expansió cap al sud peninsular amb l'objectiu de portar la frontera a l'Ebre promovent una revolta interna al nord del recent Emirat de Còrdova, acordada a la Dieta de Paderborn (777) amb els valís Sulayman de Barcelona i Abu Tawr d'Osca. Marxà cap a Hispània i va presentar els seus exèrcits davant Saragossa el 778, però el valí Hussayn al-Ansarí no accedí a lliurar la ciutat, car els revoltats no estaven disposats a sotmetre's al domini dels francs, i així assetjà la ciutat i feu capturar Sulayman com a ostatge. Però una revolta a la marca saxona forçà l'exèrcit a abandonar el setge; de tornada cap a França, patí una emboscada a Roncesvalls.

## La llengua
La llengua dels francs, el fràncic, era una derivació de l'indoeuropeu, probablement d'arrel germànica. Era un idioma molt fragmentat en dialectes, a causa de tres factors: la ruralització del regne, l'absència de suport escrit i les diverses ètnies que s'agrupaven sota el nom de francs.

## Els merovingis i els carolingis
Destaquen dues dinasties al Regne franc: els merovingis i els carolingis. El rei merovingi més destacat va ser Clodoveu I, que va iniciar la conversió dels francs al cristianisme amb la immersió cultural que suposava (procés força més llarg que en altres pobles germànics).
L'ascens dels carolingis marca l'entrada al feudalisme. Aquesta nova família regnant té com a figures cabdals Pipí el Breu i Carlemany, que fou coronat emperador de l'Imperi carolingi pel papa Lleó III.
La divisió d'aquest imperi (843) va suposar el naixement de dos països: França i Alemanya, diferenciats culturalment des de feia anys. Tot i així, el terme francs va continuar usant-se per a designar els habitants d'aquells territoris durant tota l'edat mitjana (els àrabs van estendre el nom en les croades a tots els cavallers cristians).